# XYZ (компьютер)

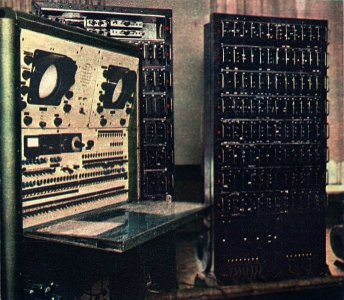
Пульт управления XYZ

XYZ — польский ранний компьютер, созданный в 1957—1958 годах; первая универсальная вычислительная машина, созданная и применённая на практике в Польше. XYZ был собран параллельно с EMAL-2, но при этом EMAL-2 на момент ввода XYZ в эксплуатацию так и не был завершён. XYZ вошёл в один ряд с такими крупными польскими компьютерами, как ламповый аналоговый ARR, EMAL и EMAL-2, BINEG, учебный компьютер нулевого поколения GAM-1 и вычислительная машина PARK.
Сборка XYZ велась в Варшаве в доме 8 по улице Снядецких в «Бюро вычислений и программ сборки математических аппаратов Польской академии наук» (позднее — Институт математических машин). Главой команды разработчиков был профессор Леон Лукашевич. XYZ был лабораторной моделью вычислительной машины, на основе которой позднее были созданы компьютеры серии ZAM (особенно первый прототип ZAM-2).

## Создание
Логическая организация была скопирована с IBM 701, однако электроника, основанная на триггерах компьютера M-20, требовала в два раза меньше ламп. Конструкция триггеров и логических мостов была заимствована с EMAL, но электровакуумные диоды были заменены германиевыми диодами. Из EMAL также была заимствована оперативная память. В целом XYZ можно классифицировать как последовательный компьютер с использованием двоичной системы счисления. Базовым логическим устройством был динамический триггер на одном триоде (типичная половина электронной лампы) вместе с диодово-ферритовым логическим элементом с мостами ИЛИ и И, состоявший из импульсного трансформатора и рифлёных германиевых диодов. Часть регистров процессора была выполнена на коротких ртутных линиях задержки, аналогичных тем, что используются в оперативной памяти, но содержащих по одному слову. Изначально у машины не было постоянной памяти, только RAM на структурной основе линий задержки ультразвука в ртутной трубке. В 1960 году память расширена за счёт магнитного барабана и устройств ввода-вывода, реализуемых примитивными консолями управления и репродуктором перфокарт (позднее устройством чтения и записи перфолент).
Основными полями применения XYZ были математические вычисления (например, для артиллерии Войска Польского). Хотя компьютер использовался преимущество в лабораторных целях, в 1958—1960 годах программист Богдан Мись составил для XYZ развлекательную программу — игру в крестики-нолики, используя осциллограф для изображения хода игры. XYZ не проигрывал партии, поскольку в игру были включены все возможные стратегии. Другая демонстрационная программа развлекательного характера представляла собой изображение собаки, мочащейся под деревом: она была написана для съёмочной группы, которая создавала материал о первом польском компьютере.

## Технические характеристики
- Организация и архитектура
  - Одноадресный, динамический последовательный компьютер с системным контролем
  - Двоичная система счисления, форма записи — прямой код[2]
- Скорость вычислений
  - 650–4500 операций сложения/сек
  - 350–500 операций умножения/сек
- Тактовая частота: ок. 680 кГц
- Память
  - Внутренняя на линиях задержки со ртутью
    - 1024 слова длиной 18 бит каждое (32 адресные шины по 576 бит)
    - Среднее время доступа: 0,4 мс

  - Внешняя на магнитных барабанах (добавлена в 1960 году)
    - 300 тыс. битов (64 шины по 128 слов длиной 36 бит каждое)
    - Среднее время доступа: 20 мс
- Внешние устройства: устройства чтения и записи перфокарт
- Технология: 4 тыс. электронных ламп и 2 тыс. диодов

## Языки программирования
- Внутренний машинный язык
- Ассемблер PROBIN
- Макроассемблер SAS
- Польский алгоритмический язык SAKO (1962)[6][7]

## Команда разработчиков
- Руководитель: Леон Лукашевич
- Ответственные за логические элементы и электронику: Антоний Мазуркевич, Зджислав Павляк, Ежи Фетт, Зигмунт Савицкий, Ежи Даньда
- Программирование: Антоний Мазуркевич, Ян Боровец, Кшиштоф Мошыньский, Ежи Свяневич, Анджей Вишневский

## Галерея

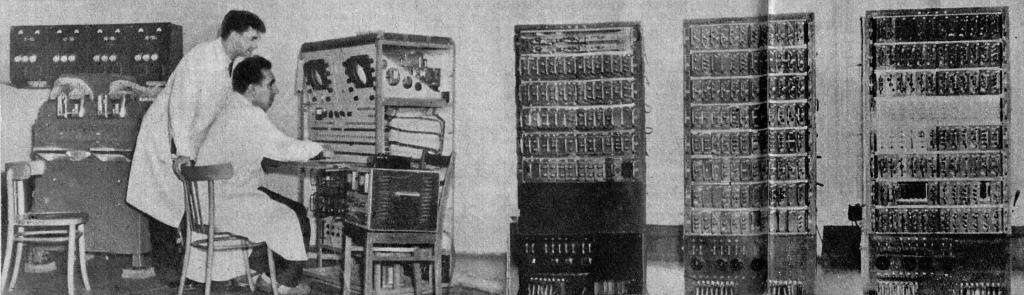
Общий вид на XYZ перед установкой запоминающего устройства
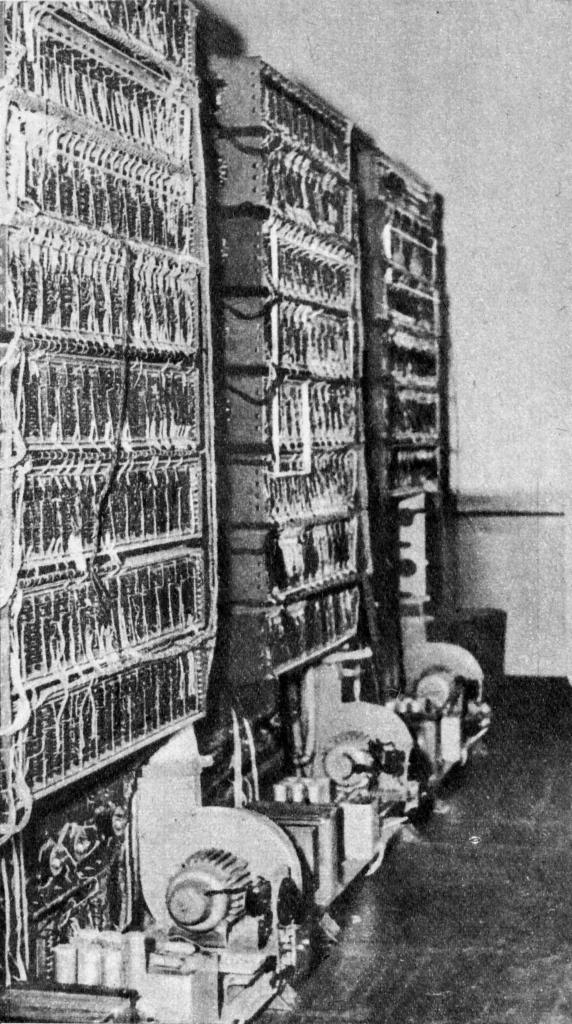
Арифмометр и блок управления (вид сзади)
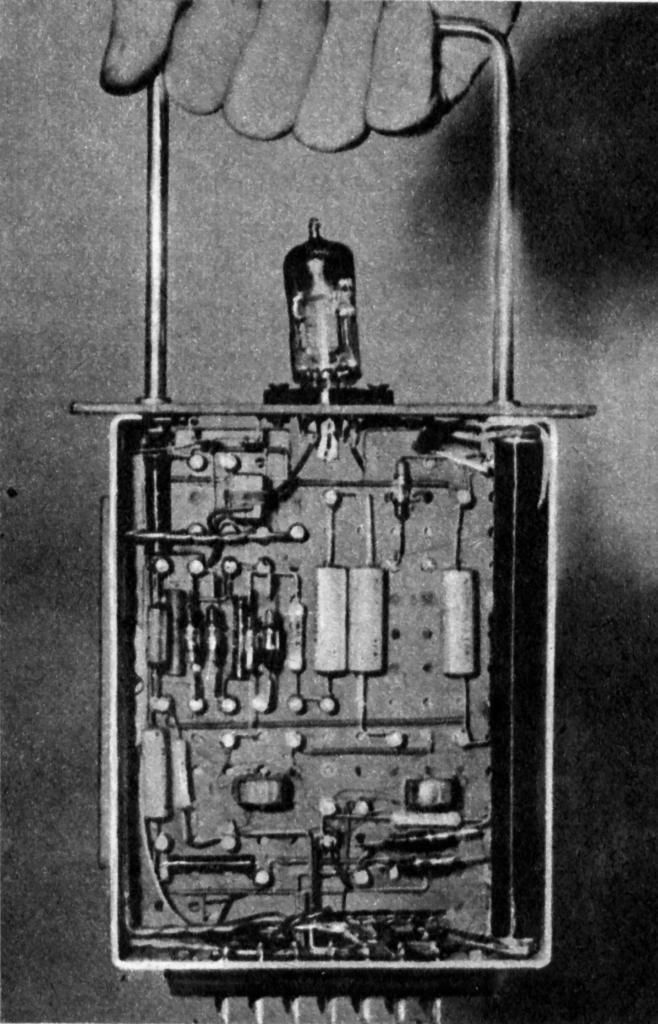
Печатная плата с двумя триггерами